# 7. Revisionssenat des Bundesverwaltungsgerichts
Der 7. Revisionssenat ist ein Spruchkörper des Bundesverwaltungsgerichts. Er ist einer von elf Revisionssenaten, die beim Bundesverwaltungsgericht gebildet wurden.

## Zuständigkeit
Der Senat ist im Geschäftsjahr 2024 zuständig für Sachen aus den Gebieten
1. des Immissionsschutzrechts, soweit nicht dem 11. Revisionssenat zugewiesen,
2. des Rechts des Baues von Wasserstraßen,
3. des Eisenbahn- und des Eisenbahnkreuzungsrechts, soweit nicht der 3. oder der 6. Revisionssenat zuständig ist,
4. sowie Streitigkeiten über den Bau, die Änderung und die Unterhaltung von Betriebsanlagen für Straßenbahnen (§§ 28 bis 37 PBefG) und von Bau- und Betriebsanlagen für den Obusverkehr (§ 41 Abs. 1 und 2 PBefG),
5. und Streitigkeiten nach dem LNG-Beschleunigungsgesetz.

## Besetzung
Der Senat ist mit folgenden fünf Berufsrichtern besetzt:
- Vorsitzender: Andreas Korbmacher
- Stellvertretende Vorsitzende: Carsten Günther
- Beisitzer: Klaus Löffelbein, Gabriela Bähr, Carsten Tegethoff

## Vorsitzende
| Nr. | Name (Lebensdaten)          | Beginn der Amtszeit | Ende der Amtszeit  |
| --- | --------------------------- | ------------------- | ------------------ |
| 1   | Egmont Witten (1903–1989)   | 30. August 1957     | 31. Mai 1971       |
| 2   | Horst Sendler (1925–2006)   | 26. August 1971     | 30. Juni 1991      |
| 3   | Everhardt Franßen (* 1937)  | 1. Juli 1991        | 30. September 2002 |
| 4   | Wolfgang Sailer (* 1947)    | 18. November 2002   | 30. April 2012     |
| 5   | Rüdiger Nolte (* 1951)      | 10. Juli 2012       | 30. April 2017     |
| 6   | Andreas Korbmacher (* 1960) | 23. Mai 2017        |                    |